# Melanophthalma broadheadi
Melanophthalma broadheadi es una especie de coleóptero de la familia Latridiidae.

## Distribución geográfica
Habita en Panamá.